# زنده خواهم ماند (فیلم)
«زنده خواهم ماند» (انگلیسی: I Will Survive (film)) فیلمی در ژانر درام است که در سال ۱۹۹۳ منتشر شد.